# San Sebastián del Oeste
San Sebastián del Oeste är en kommun i Mexiko.   Den ligger i delstaten Jalisco, i den centrala delen av landet, 600 km väster om huvudstaden Mexico City.
Följande samhällen finns i San Sebastián del Oeste:
- Santiago de Pinos
- Amatanejo
- Cofradía Santa Cruz de Camotlán
- La Tortuga
- Copales
- La Palma
- Teleacapan